# La Tour-de-Sçay
La Tour-de-Sçay is een gemeente in het Franse departement Doubs (regio Bourgogne-Franche-Comté) en telt 242 inwoners (2004). De plaats maakt deel uit van het arrondissement Besançon.

## Geografie
De oppervlakte van La Tour-de-Sçay bedraagt 8,8 km², de bevolkingsdichtheid is 27,5 inwoners per km².
De onderstaande kaart toont de ligging van La Tour-de-Sçay met de belangrijkste infrastructuur en aangrenzende gemeenten.

## Demografie
Onderstaande figuur toont het verloop van het inwonertal (bron: INSEE-tellingen).